# 米克斯山
86°13′S 148°51′W / 86.217°S 148.850°W
米克斯山（英語：Mount Meeks）是南極洲的山峰，位於瑪麗伯德地，屬於毛德王后山脈的一部分，海拔高度2,470米，該山峰以海軍上尉命名，現時受南極條約體系管理。